# عبد المجيد لكحل
عبد المجيد لكحل (بنزرت، 29 نوفمبر 1939 - تونس، 27 سبتمبر 2014) ممثل تونسي قام بأداء العديد من المسرحيات والافلام والمسلسلات التلفزيونية.

## حياته
ولد في مدينة بنزرت، شمال تونس في 29 نوفمبر عام 1939 وقضى طفولته وشبابه في حمام الأنف. يجيد العربية، الفرنسية، الإيطالية والإنجليزية.
في 1948 أدى دوره الأول لما كان في التاسعة من عمره فقط في «خاتمات النفاف». استحوذ عليه الولع بالتمثيل والمسرح عند بلوغه سن السادسة عشر. خلال هذا العصر اشترك في إنشاء الجماعة المسرحية «الممثلون الشبان» داخل نادي الطلاب في حمام الانف.

## مسيرة
- في 1960 دخل رسميا المعهد الوطني للمسرح والموسيقى والرقص في تونس العاصمة حيث درس به لمدة ثلاث سنوات.
- في 1964 أدى الخدمة العسكرية.
- في 1965 قام بدور جورج دندن أو «الزوج المختلط» لمولير مع فرقة «النهوض» في تونس.
- في 66-67 مثل «فلامينيو» لروبرمرل و«يارما» لفيديريكو غارسيا لوركا والماريشال من «البرقيزي كريم العرق» لمولير.
- في 1968 تكييف «هاملت» في الحمامات كمساعد للإخراج لعلي بن عياد.
- في 1971 الإخراج المحترف الأول مع«ثماني نسوة» لروبرت توماس.
- في 1974 أخرج مسرحية «تاجر البندقية» لشكسبير لفرقة مدينة تونس للتمثيل.[1]

## أهم ادواره التلفزيونية
أذاع التلفزيون التونسي منذ إنشاءه سنة 1966 عدداً من الأعمال لعبد المجيد لكحل. من أهمها؛
- «الممثل الرابع» في «الممثل الرابع» لكسبوى
- «فالير» في «الطبيب عنوة» لمولير
- «فالير» في «البخيل» لمولير
- نابليون بونابارتي في «محجوز على الجمهور» لجان مرسن
- «عبد الاجيد» في «انا يعترف» لحمادي عرافة
- «الزعيم الحبيب بورقيبة» في «حكاية قصيدة» لابن الوهى
- «زيادة» في «زيادة الله الاغلبي» لخليفة السطمبولي

## السينما
- 1975 يهودي الزانية في «المسيح» لروبيرتو روسيليني
- 1976 الزيلوت في «عيسى الناصري» (الذي هو مسلسل تلفزيوني لفرانكو زافيريلي في الاصل)[بحاجة لمصدر]
- 1976 الأخ في «فاطمة 75» لسلمى بكار
- 1980 الداخلي في «عزيزة» لعبد اللطيف بن عمار
- 1981 الآخر من القرية في «السراب» لعبد الحافظ
- 1986 المندوب لمحمد دماك
- 1990 الحارس الأول لصادق في «طفل اسمه عيسى» لفرانتسيسكو روسي
- 1990 منصور في «ريح الاقدار» لأحمد الجميعي
- 1993 سعيد في «شاه مات» لرشيد فريشو
- 2000 القائد في «اوديسة» لإبراهيم باباي

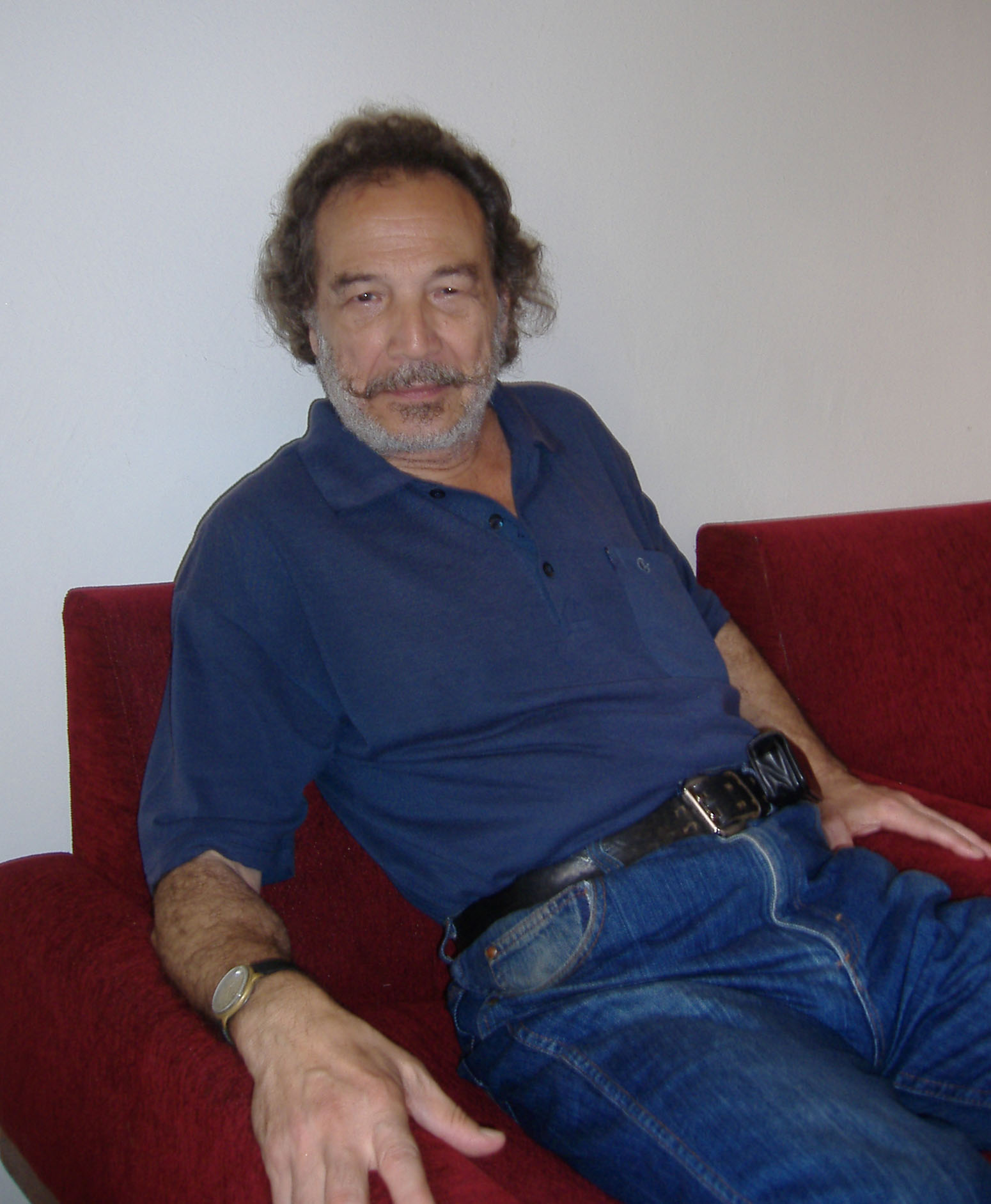
صورة لعبد المجيد لكحل عام 2007.
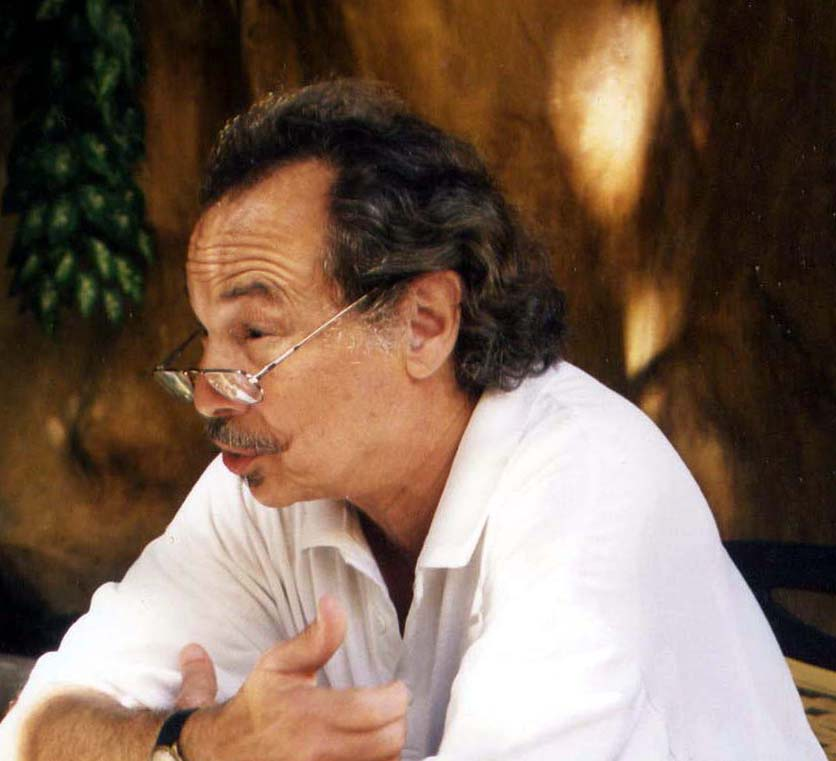
عبد المجيد لكحل في مقهى في تونس عام 2004.

## المسرح
الأعمال الأخيرة لعبد المجيد لكحل هي تكييف «الخسمى» لكارلو جولدوني في2000
و 2001 وعرض «النوارس» لانتون تشيكوف بدأ كلا المشهدين التورني في مهرجان قرطاج الدولي ثم انتقل إلى المسرح البلدي بتونس
الحدث الثقافي2010:«مسرحية يـوغرطة» لعبد المجيد الأكحل
قريبا.... soon.... prochainement....مسرحية «الدربي» لموسم 2011 دراماتورجيا وإخراج عبد المجيد الأكحل..نص ظافر ناجي
إنتاج شركة النورس للإنتاج المسرحي.
بعد غياب طويل على الركح من جديد عبد المجيد الأكحل في دور الأب: «بشير» دارين بوغزالة في دور الأم: «وسيلة»
هدى عيساوي في دور البنت «نورس» ومعز بن طالب في دور الابن «أنور»...

## الجوائز والتكريم
- 1983: جائزة أفضل ممثل في مهرجان التلفزيون العربية
- 1989: نيشان موظف الاستحقاق.